# 鈴木慶太 (バスケットボール)
鈴木 慶太（すずき けいた、1981年7月3日 - ）は、日本のプロバスケットボール選手。ポジションはガード。神奈川県川崎市出身。身長180cm、体重82kg。3x3チームTOKYO DIME、ストリートボールのF'SQUAD、5人制クラブチームRBC東京に所属。

## 来歴
小学5年生の時、父の仕事でアメリカに移住し、バスケットボールを始める。
明治大学卒業後の23歳の時、ストリートボールに出会う。2007年12月、ストリートボールリーグ・SOMECITYの立ち上げに参加。2011年から国際バスケットボール連盟が3人制を競技化した3x3に取り組み、2012年からFIBA 3x3ワールドツアーに出場。RBC東京所属で出場した3x3日本選手権大会でMVPを受賞。2016年、3x3チームDIME（現TOKYO DIME）と契約し、2017年シーズンの3x3.EXE PREMIERで年間優勝を達成し、MVPを受賞した。2020年、3x3 JAPAN TOURのEXTREMEで年間優勝を達成し、MVP受賞。

### 日本代表歴
2014年、3x3男子日本代表に選出される。FIBA3x3ワールドカップに2014、2016、2018の3回出場。2018年、FIBAアジア3x3カップで日本史上初の銅メダルを獲得している。